# Bolšije Vjazjomy
Bolšije Vjazjomy (rusky Больши́е Вязёмы, doslova Velké Vjazjomy) jsou sídlo městského typu v  Moskevské oblasti v Ruské federaci. Při sčítání lidu v roce 2010 měly přes dvanáct tisíc obyvatel.

## Poloha a doprava
Bolšije Vjazjomy leží mezi potoky Bolšije Vjazjomy na západě a Malyje Vjazjomy na východě, které se severně od obce stékají a tvoří Vjazjomku, pravý přítok Moskvy.
Od Odincova, správního střediska rajónu, jsou Bolšije Vjazjomy vzdáleny přibližně dvacet kilometrů západojihozápadně. Bližší město je Golicyno, s kterým Bolšije Vjazjomy na jihovýchodě přímo sousedí.
Nejbližší železniční stanice je právě v Golicynu a to na trati z moskevského Běloruského nádraží do Smolenska. Přímo obcí vede silnice A107, která tvoří jeden z okruhů kolem Moskvy. Od Moskevského dálničního okruhu jsou Bolšije Vjazjomy vzdáleny přibližně pětadvacet kilometrů.

## Dějiny
První zmínka o obci je zde z roku 1526, kdy je jmenována jako přepřahací stanice na Vjazjomě, která stála na trase z Moskvy na západ. Koncem 16. století byla obec majetkem cara Borise Godunova. Následně s korunovací Michaila I. Fjodoroviče přešla do majetku Romanovců. V roce 1694 ji předal Petr I. Veliký bojarovi z rodu Golicynů, v jejichž majetku zůstala až do Říjnové revoluce.
V 2. polovině 18. století zde byl postaven nový palác. V době Napoleonova ruského tažení v něm krátce po bitvě u Borodina sídlil štáb Michaila Illarionoviče Kutuzova.
Za druhé světové války byla obec značně poškozena během bitvy před Moskvou.
V roce 2001 došlo sloučení obce s několika menšími a k povýšení vzniklého celku na sídlo městského typu.
Dne 20. srpna 2022 zahynula při výbuchu automobilu na silnici nedaleko obce novinářka a propagandistka Darja Duginová.